# Trois Mélodies, op. 5 de Fauré
Pour les articles homonymes, voir Trois Mélodies.
Les Trois Mélodies, op. 5 sont un ensemble de trois mélodies du compositeur français Gabriel Fauré composée en 1862.

## Contexte et création
Le numéro d'opus de ce cycle de mélodie a été rajouté a posteriori par le compositeur à la demande de son éditeur Julien Hamelle, en 1896.

### Rêve d'amour
Rêve d'amour est composée dans les années 1870 sur un poème de Victor Hugo, et publiée par Choudens en 1875. La dédicace est à « Madame C. de Gomiecourt ». L'œuvre est créée à la Société nationale de musique le 12 décembre 1874 par Marguerite Baron. Le titre original, différent de celui du poème (« Nouvelle Chanson sur un vieil air »), était « S'il est un charmant gazon » et a été remanié par l'éditeur Antoine de Choudens lors de la publication, probablement pour mieux attirer le regard. Œuvre de jeunesse, le compositeur la qualifie lui-même de romance, en opposition à ses mélodies, de ton plus sérieuses. Cependant, si la structure poétique s'approche de la romance, la forme compositionnelle est, elle, déjà plus proche de la mélodie.

## Structure
Le cycle comprend trois mélodies :
1. Chant d'automne
2. Rêve d'amour
3. L'absent